# Entalpía de disolución
La entalpía de solución, entalpía de disolución o calor de disolución es el cambio de entalpía asociado a la disolución de una sustancia en un solvente a presión constante.
El calor de solución es una de las tres dimensiones del análisis de solubilidad. Se expresa más frecuentemente en kJ/mol a temperatura constante. El calor de solución de una sustancia está definido como la suma de la energía absorbida, o energía endotérmica (expresada en kJ/mol "positivos"), y la energía liberada, o energía exotérmica (expresada en kJ/mol "negativos").
Debido a que el calentamiento disminuye la solubilidad de un gas, la disolución de los gases es exotérmica. Consecuentemente, al disolverse un gas en un solvente líquido, la temperatura disminuye, mientras que la solución continúa liberando energía. Este es un efecto del incremento en el calor o de la energía requerida para atraer a las moléculas de soluto y solvente —en otras palabras, esta energía supera a la energía requerida para separar a las moléculas del solvente. Cuando el gas está disuelto completamente (eso es puramente teórico dado que ninguna sustancia puede disolver infinitamente)— el calor de solución estará al máximo.
El proceso de disolución puede verse, termodinámicamente, como si consistiera en tres etapas: 
1. Ruptura de las atracciones soluto-soluto (endotérmica), por ejemplo la energía reticular en el caso de las sales.
2. Ruptura de las atracciones solvente-solvente (endotérmica), por ejemplo el enlace de hidrógeno en el agua.
3. Formación de atracciones solvente-soluto (exotérmica), en la solvatación.

El valor del cambio de entalpía global es la suma de los cambios de entalpía individuales de cada paso. Por ejemplo, al disolver nitrato de amonio en agua descenderá la temperatura del agua (la solvatación no compensa el gasto de energía en romper la estructura cristalina), mientras que el agregar hidróxido de potasio a agua aumentará la temperatura del sistema.
Las soluciones con calores negativos de solución forman enlaces fuertes y tienen presiones de vapor bajas.
| Calor de solución de algunos compuestos seleccionados |   |       |
| cloruro de hidrógeno                                  | - | 74.84 |
| nitrato de amonio                                     | + | 25.69 |
| amoníaco                                              | - | 30.50 |
| hidróxido de potasio                                  | - | 57.61 |
| hidróxido de cesio                                    | - | 71.55 |
| cloruro de sodio                                      | + | 3.87  |
| clorato de potasio                                    | + | 41.38 |
| nitrato de potasio                                    | + | 34.89 |
| ácido acético                                         | - | 1.96  |
| hidróxido sódico                                      | - | 44.51 |
| Cambio en entalpía ΔHo en kJ/mol en agua              |   |       |